# Oskolonivka, Sieverodonețk
Oskolonivka (în ucraineană Осколонівка) este un sat în așezarea urbană Borivske din orașul regional Sieverodonețk, regiunea Luhansk, Ucraina.

## Demografie
Componența lingvistică a localității Oskolonivka
     Ucraineană (65,22%)
     Rusă (34,78%)
Conform recensământului din 2001, majoritatea populației localității Oskolonivka era vorbitoare de ucraineană (65,22%), existând în minoritate și vorbitori de rusă (34,78%).